# Amongster
Amongster is een Belgische electropopband rond Thomas Oosterlynck.  In 2014 was Amongster winnaar van De Nieuwe Lichting op Studio Brussel
De band bracht in 2016 zijn volwaardige debuutalbum Trust Yourself To The Water uit en speelde datzelfde jaar op Pukkelpop. De eerste plaat kwam voort uit demo's van Oosterlynck, die vervolgens verder verfijnd werden met zijn vriend Jasper Maekelberg. In maart 2019 kwam Amongster met een tweede langspeler: A New Arrival. De plaat is geïnspireerd op de eigen levensinzichten van Oosterlynck, onder meer door zijn nakende vaderschap. De plaat werd geproduceerd door Reinhard Vanbergen.
Live krijgt Amongster ondersteuning van Tom Soetaert (toetsen - Bear Run), Gerben Hemelsoen, Robbe Vekeman (drums - Bazart) en Flo Delameilleure. 
De Single Butcher's Boy werd opgenomen op het compilatiealbum De Afrekening 61.

## Discografie
- 2015 Leo/Bright life (dubbelsingle)
- 2015 Amongster (EP)
- 2016 Trust yourself to the water
- 2019 A New Arrival